# Escobaria minima
Escobaria minima là một loài thực vật có hoa trong họ Cactaceae. Loài này được (Baird) D.R.Hunt mô tả khoa học đầu tiên năm 1978.